# فرنسيسكو هيغويرا
فرنسيسكو هيغويرا (بالإسبانية: Francisco Higuera) هو مدرب كرة قدم ولاعب كرة قدم إسباني في مركز الوسط، ولد في 30 يناير 1965 في إسكوريال في إسبانيا. شارك مع منتخب إسبانيا تحت 16 سنة لكرة القدم ومنتخب إسبانيا تحت 18 سنة لكرة القدم ومنتخب إسبانيا لكرة القدم. أما مع النوادي، فقد لعب مع ريال سرقسطة وريال مايوركا ونادي بويبلا ونادي خيريث.

## وصلات خارجية
- فرنسيسكو هيغويرا على موقع الاتحاد الأوربي (الإنجليزية)
- فرنسيسكو هيغويرا على موقع قاعدة بيانات كرة القدم.إي يو (الإنجليزية)
- فرنسيسكو هيغويرا على موقع ناشيونال فوتبول تيمز (الإنجليزية)